# Santa María Dominga Mazzarello (título cardenalicio)
Santa María Dominga Mazzarello es un título cardenalicio de la Iglesia Católica. Fue instituido por el papa Juan Pablo II en 2001.

## Titulares
- Antonio Ignacio Velasco García, S.D.B. (21 de febrero de 2001 - 6 de julio de 2003)
- George Pell (21 de octubre de 2003 - 10 de enero de 2023)
- Stephen Brislin (Desde el 30 de septiembre de 2023)